# Rama (cycle de science-fiction)
Pour les articles homonymes, voir Rama.
Rama (titre original : Rama) est un cycle de science-fiction comprenant quatre romans.
Les romans pouvant se lire de manière chronologique, il constitue aussi une suite romanesque.

## Résumés des romans
Les romans peuvent être divisés en deux séquences.
La première séquence est le seul roman Rendez-vous avec Rama, publié en 1973, écrit par Arthur C. Clarke. Dans ce roman, un vaisseau spatial d'origine inconnue pénètre dans le système solaire en l'an 2130. Une expédition scientifique est dépêchée en direction du vaisseau et le visite. Il apparaît que le vaisseau est vide de toute vie intelligente extraterrestre. Seuls des robots biologiques appelés « biotes » sont découverts. Après une rapide exploration par les astronautes, le vaisseau quitte le système solaire. 
Les trois autres romans forment une seconde séquence écrite quinze ans après par Arthur C. Clarke et Gentry Lee :
- dans Rama II (1989), le vaisseau Rama revient dans le système solaire en 2200. Une nouvelle expédition scientifique est envoyée pour explorer à nouveau le vaisseau. À la suite de circonstances tragiques, trois astronautes restent « coincés » à bord du vaisseau quand il quitte le système solaire. Ces trois personnages sont Nicole Desjardins, Richard Wakefield et Michael O'Toole. Nicole Desjardins et Richard Wakefield seront d'ailleurs les personnages récurrents des deux romans suivants du cycle. Ils font la connaissance d'une autre espèce extraterrestres, les « Aviens » (d'aspect ptérodactyle).
- dans Les Jardins de Rama (1991), Nicole Desjardins, Richard Wakefield et Michael O'Toole tentent d'organiser leur vie à bord du vaisseau. Au fil des années, Nicole a cinq enfants avec ses deux compagnons (trois enfants avec Richard, deux avec Michael). Après presque 15 années de voyage intersidéral, Rama II arrive auprès d'une station spatiale gigantesque appelée « Point nodal ». Les voyageurs, après y être restés quelques mois, apprennent que certains d'entre eux doivent retourner sur Terre et que d'autres doivent rester au Point nodal. Tandis qu'il est décidé que Michael et l'un des enfants resteront dans la station spatiale, Nicole, Richard et quatre de leurs enfants font de nouveau un voyage interstellaire en direction de la Terre. De retour dans le système solaire, à la demande du Point nodal, environ deux mille humains embarquent à bord de Rama III. Si durant les premières années tout se déroule correctement, en revanche les voyageurs doivent faire face à la montée en puissance d'un mafieux japonais qui prend le pouvoir dans le vaisseau et qui déclare la guerre aux autres espèces extraterrestres voyageant dans Rama III. La colonie est aussi confrontée à un grave rétrovirus qui touche certains de ses membres et à de graves dysfonctionnement du système régulateur du climat. Pour sa part, Richard Wakefield fait connaissance avec une autre espèce d'extraterrestres, les « Octopodes ».
- dans Rama révélé (1993), Nicole, Richard, leurs quatre enfants et les conjoints de ces derniers, ainsi que des amis proches, ont quitté la colonie humaine et se sont réfugiés dans une zone du vaisseau non occupée par les Humains, compte tenu de la prise du pouvoir par le mafieux japonais. Ce dernier ayant lancé des raids de reconnaissance, les aventuriers (Nicole, Richard et autres) se réfugient dans la zone où vivent les Octopodes, dont ils deviennent les amis et dont ils découvrent la civilisation. La guerre entre Humains et Octopodes devenant inévitable, Richard Wakefield et un ambassadeur octopode se présentent devant le chef des Humains pour parlementer. Ils sont mis à mort. Les Octopodes lancent une guerre éclair contre les Humains. La guerre cesse brutalement par l'intervention inattendue des forces du Point nodal, demeurées jusque là inactives. La fin du roman voit Nicole Desjardins, veuve, entourée de ses enfants et petits-enfants, découvrant certains secrets sur l'intelligence extraterrestre qui a organisé ces voyages stellaires dans ce secteur de la galaxie.

## Traductions en français
Si Rendez-vous avec Rama a été traduit par Didier Pémerlé, en revanche les trois romans ultérieurs ont été traduits par Jean-Pierre Pugi.

## Nicole Desjardins et Richard Wakefield
Âgée de 36 ans en 2200, Nicole Desjardins est une femme médecin métisse, née d'un père français et d'une mère ivoirienne d'origine sénoufo. Seize ans avant le récit, elle a participé aux jeux olympiques dans la catégorie athlétisme (course à pied) ; elle y a obtenu une médaille d'or. Peu de temps après, elle a eu une brève mais intense liaison sentimentale avec le prince de Galles, qui règne lors du récit sous le nom d'Henry XI. Elle a eu une fille avec cet homme, prénommée Geneviève.
Richard Wakefield est un brillant ingénieur. Diplômé des plus grandes universités américaines, il est un peu « ours », solitaire, timide et mal à l’aise avec les femmes. Il a déjà été marié mais sa femme l'avait quitté. Il éprouve une passion pour l'œuvre de Shakespeare. Il a créé des petits robots dotés d'intelligence artificielle, d'une vingtaine de centimètres, qui agissent et qui parlent comme certains personnages de Shakespeare (notamment Falstaff).